# Hercules und das vergessene Königreich
Hercules und das vergessene Königreich (Originaltitel: Hercules and the Lost Kingdom) ist ein US-amerikanischer Fantasyfilm von Harley Cokeliss aus dem Jahr 1994. Er ist der zweite Teil einer fünfteiligen Filmreihe, der von 1995 bis 1999 die Fernsehserie Hercules folgte.

## Handlung
Nachdem der Halbgott Hercules den Riesen Gargan im Zweikampf bezwungen hat, wird er von einem sterbenden Fremden darum gebeten den Einwohnern des im Nebel verschollenen Trojas beizustehen, die aus unerfindlichen Gründen von Hera aus ihrer Stadt verjagt wurden. Um die verschollene Stadt finden zu können, bricht Hercules zu Königin Omphale auf, in deren Besitz sich der einzige wahre Kompass befinden soll, dessen Nadel immer auf Troja weist. Unterwegs befreit er aus einer Menschenopferzeremonie die Jungfrau Deianeira, mit der zusammen er sich in die Stadt der Königin begibt. Auf dem dortigen königlichen Sklavenmarkt lässt sich der Halbgott für einen Tag durch Omphale erwerben, von der er danach den Kompass erhält. Mit dem Navigationsinstrument im Gepäck, reisen Hercules und Deianeira weiter bis zum Meer, wo ein blauer Priester im Namen Heras einen Lindwurm aus dem Wasser ruft. Mit einem einzigen Schluck verschlingt das riesige Seeungeheuer die beiden Reisenden, doch in dessen Inneren kann Hercules das Herz des Monsters solange zusammendrücken, bis es aufhört zu schlagen, sodass sie nach dem Tod des Lindwurms ins Freie gelangen und an der Küste Trojas stranden.
Im nahegelegenen Wald geraten sie durch den Krieger Telamon in die Gefangenschaft der Trojaner von deren König sie erfahren, dass Deianeira seine Tochter ist und er sie vor vielen Jahren fortschicken musste, weil er es nicht übers Herz gebracht hatte sie, wie von Hera gefordert, dem Lindwurm zu opfern. Aus Zorn über die Tat des Königs sandte Hera damals den blauen Priester in seine Stadt, der die Einwohner, die nicht wussten, wieso ihnen Unheil geschah, aus Troja vertrieb. Kurz nach seinem Geständnis ernennt der alte König Deianeira zu seiner Nachfolgerin und stirbt. Die neue Königin rüstet daraufhin ihr Volk, um ihre von dem blauen Priester und seinen Schergen besetzte Heimatstadt zurückzuerobern. In der Nacht vor dem Angriff liefert sie sich jedoch der Gewalt des blauen Priesters aus, der ihr im Gegenzug verspricht, ihr Volk ohne Blutvergießen in Troja leben zu lassen, sie selbst aber seiner Herrin Hera zu opfern gedenkt.
Am nächsten Morgen dringen Hercules, Telamon und die Trojaner durch einen geheimen Tunnel in Troja ein. Unter der Führung Telamons treffen die Trojaner auf die Schergen des blauen Priesters, woraufhin es zur Schlacht kommt. Hercules stößt unterdessen bis in die Opferstätte vor, vernichtet den blauen Priester und entreißt Deianeira auch aus der Gewalt der erscheinenden Hera. Zornig darüber schleudert die Göttin den Halbgott in ein weit entferntes Land. Die Trojaner feiern derweil ihre Königin und die Rückeroberung Trojas, das zu neuem Leben erwacht.

## Erstausstrahlung
Hercules und das vergessene Königreich hatte seine Premiere am 2. Mai 1994 in den Vereinigten Staaten. In Deutschland erschien der Film erstmals am 18. November 1994 im Fernsehen auf dem Sender RTL und 1995 auf Video.

## Synchronisation
| Darsteller          | Rolle           | deutscher Sprecher |
| ------------------- | --------------- | ------------------ |
| Kevin Sorbo         | Hercules        | Ekkehardt Belle    |
| Renée O’Connor      | Deianeira       | Alexandra Ludwig   |
| Elizabeth Hawthorne | Königin Omphale | Manuela Renard     |
| Robert Trebor       | Waylin          | Hans-Rainer Müller |

## Trivia
Der Deianeira Charakter (gespielt von Renée O’Connor) ist nicht derselbe Charakter wie Hercules’ zukünftige Frau (gespielt von Tawny Kitaen) aus den späteren Filmen der Reihe.

## Kritik
Für das Lexikon des internationalen Films war Hercules und das vergessene Königreich ein „Fantasy-Spektakel nach herkömmlichem Schema“.